# Igreja de Nossa Senhora da Porciúncula

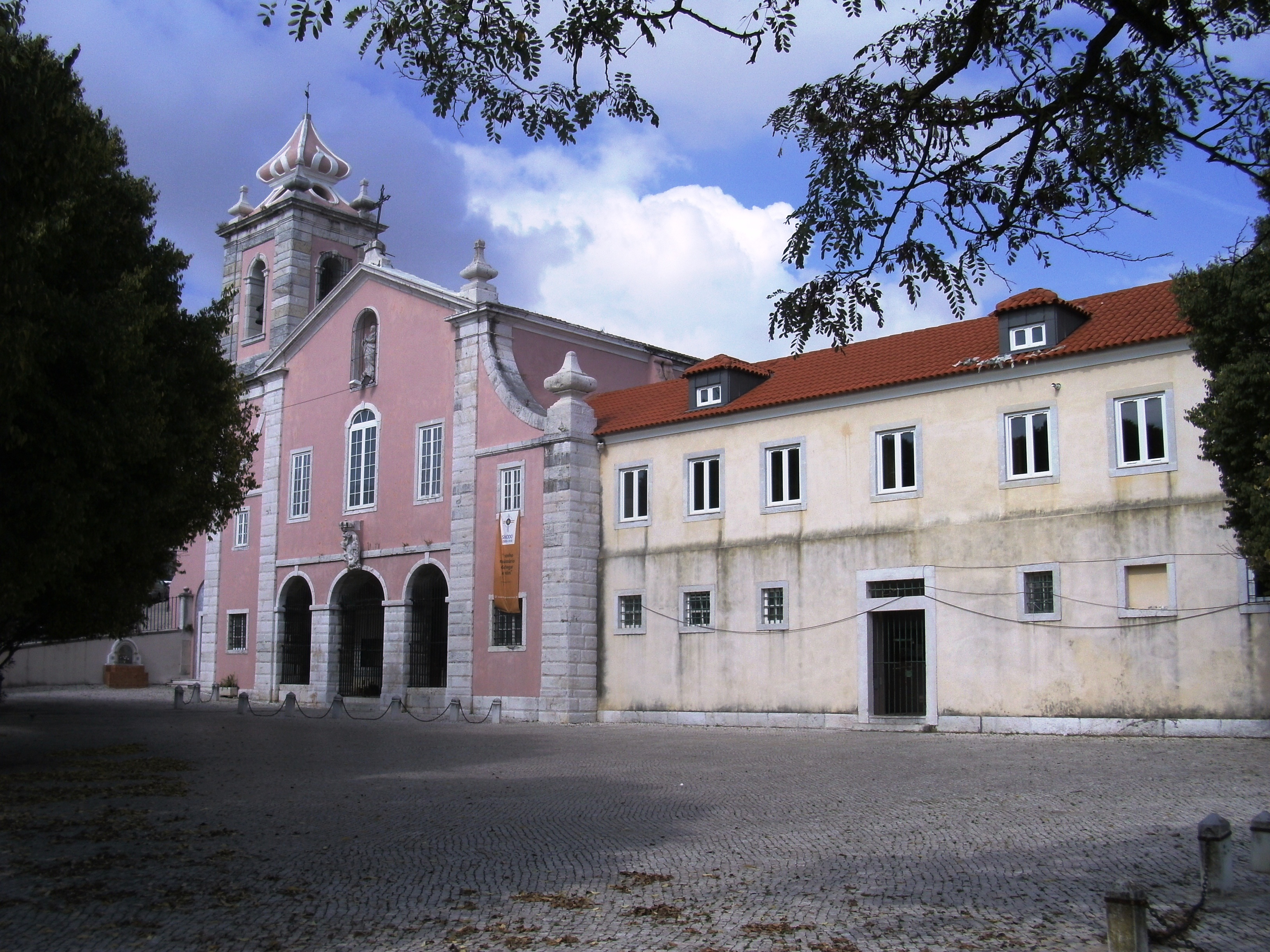
Igreja de Nossa Senhora da Porciúncula também designada como Igreja Paroquial de Santa Engrácia ou Igreja de Nossa Senhora da Porciúncula, do Convento dos Barbadinhos

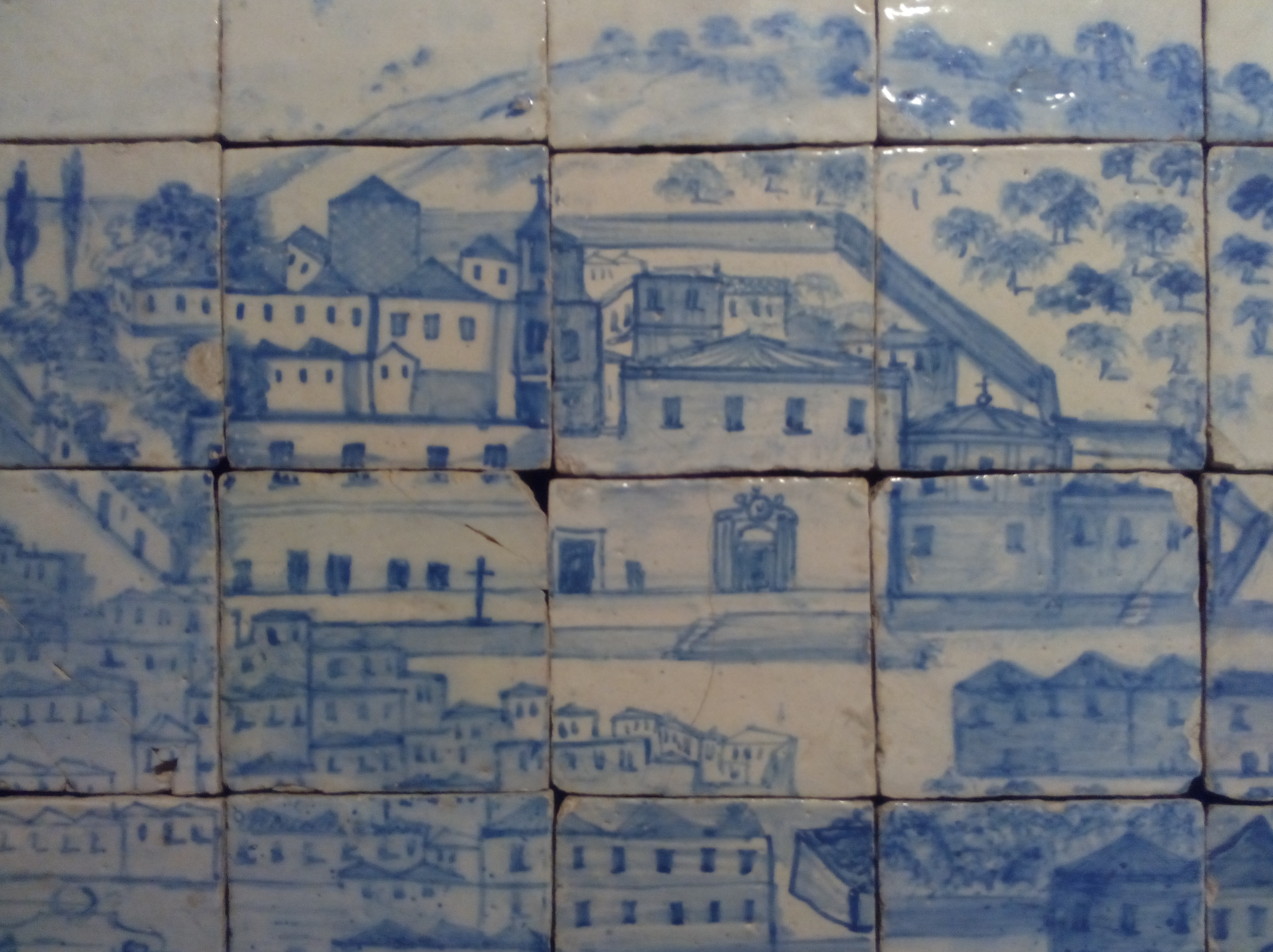
Representação do Mosteiro dos Barbadinhos Italianos, num painel de azulejos do início do século XVIII (Museu Nacional do Azulejo)

A Igreja de Nossa Senhora da Porciúncula também designada como Igreja Paroquial de Santa Engrácia ou Igreja de Nossa Senhora da Porciúncula, do Convento dos Barbadinhos encontra-se situada na Calçada dos Barbadinhos, na freguesia de São Vicente, anteriormente na freguesia de Santa Engrácia, em Lisboa,  Portugal.
Antiga sede do Convento dos Barbadinhos Italianos, que se instalaram em 1738, a igreja de Nossa Senhora da Porciúncula é um templo joanino concluído em 1742. 
Fruto daquela ordem religiosa, o interior da igreja tem uma característica singular, a total ausência de talha dourada em benefício da talha escura executada com madeira do Brasil e um rico e valioso sacrário com porta forrada a chapa de ouro, também ele em pau-preto, ofertado por D. João V.
Exteriormente realça-se a galilé que antecede a entrada na igreja, com três aberturas para o exterior todas gradeadas. 
Depois de extintas as Ordens religiosas, este templo passou a ser a sede da paróquia de Santa Engrácia, ao contrário do antigo convento a que pertenceu, cuja propriedade está hoje dispersa por várias entidades e privados. O terreiro do convento é um agradável local de onde se avista o Tejo.
Foi classificada de Imóvel de Interesse Público pelo Decreto 1/86, de 3 de Janeiro de 1986 e pela portaria n.º 106/99 publicada no II.ª Série do D.R., n.º 31, de 6 de Fevereiro de 1999.